# Xã Ionia, Michigan
Xã Ionia (tiếng Anh: Ionia Township) là một xã thuộc quận Ionia, tiểu bang Michigan, Hoa Kỳ. Năm 2010, dân số của xã này là 3.779 người.